# Туманность Тёмная Штучка
Туманность Тёмная Штучка, также Туманность Муха и Sandqvist 149 — тёмная туманность в созвездии Муха, южнее созвездия Южный Крест. Расположена возле шарового скопления NGC 4372. Находится гораздо ближе центра галактики Млечный Путь и расположена в галактической плоскости. Имеет длину почти три градуса дуги и необычно чёткие края, благодаря чему относительно хорошо заметна на тёмном небе. Хотя это длинное молекулярное облако длиной 30 световых лет не имеет официального наименования, оно известно как Тёмная Штучка. Её можно обнаружить в мощный бинокль.
Это тёмное облако состоит из областей плотного газа и пыли и является одной из ближайших к Солнечной системе областей звездообразования. Тёмная Штучка была описана в журнале «Sky & Telescope» как одна из хорошо видимых тёмных туманностей: «удивительная, извилистая и очень хорошо видимая». К востоку от южной оконечности Тёмной Штучки находится туманность NGC 4372. Её также называют туманностью Муха (англ. Musca nebula) и причисляют к комплексу молекулярных облаков в созвездиях Муха-Хамелеон.

## История открытия
Туманность была занесена в каталог в 1977 году Оге Сандквистом (швед. Aage Sandqvist), астрономом из Стокгольмской обсерватории. Название Тёмная Штучка ей дал американский астроном-любитель и писатель Деннис Ди Чикко (англ. Dennis di Cicco) в 1986 году, когда увидел снимок, сделанный им в окрестностях города Алис-Спрингс, расположенном в центральной Австралии. Стивен Коу (англ. Steven Coe) дал ей название Sandqvist 149, поскольку считает, что она должна быть названа в честь астронома, который её обнаружил, хотя он и признаёт, что наименование Тёмная Штучка стало более популярным.

## Галерея

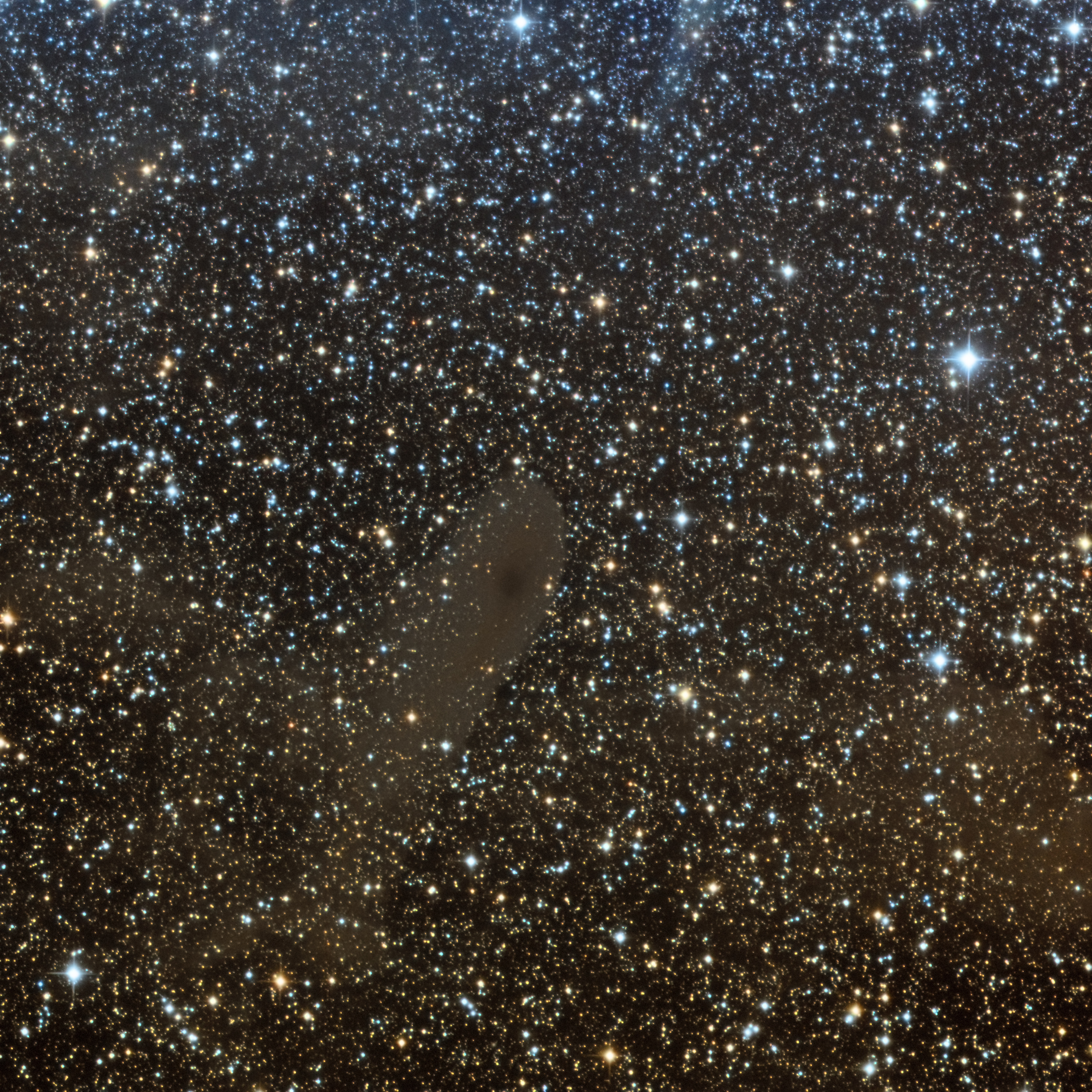
Туманность Тёмная Штучка в LRGB
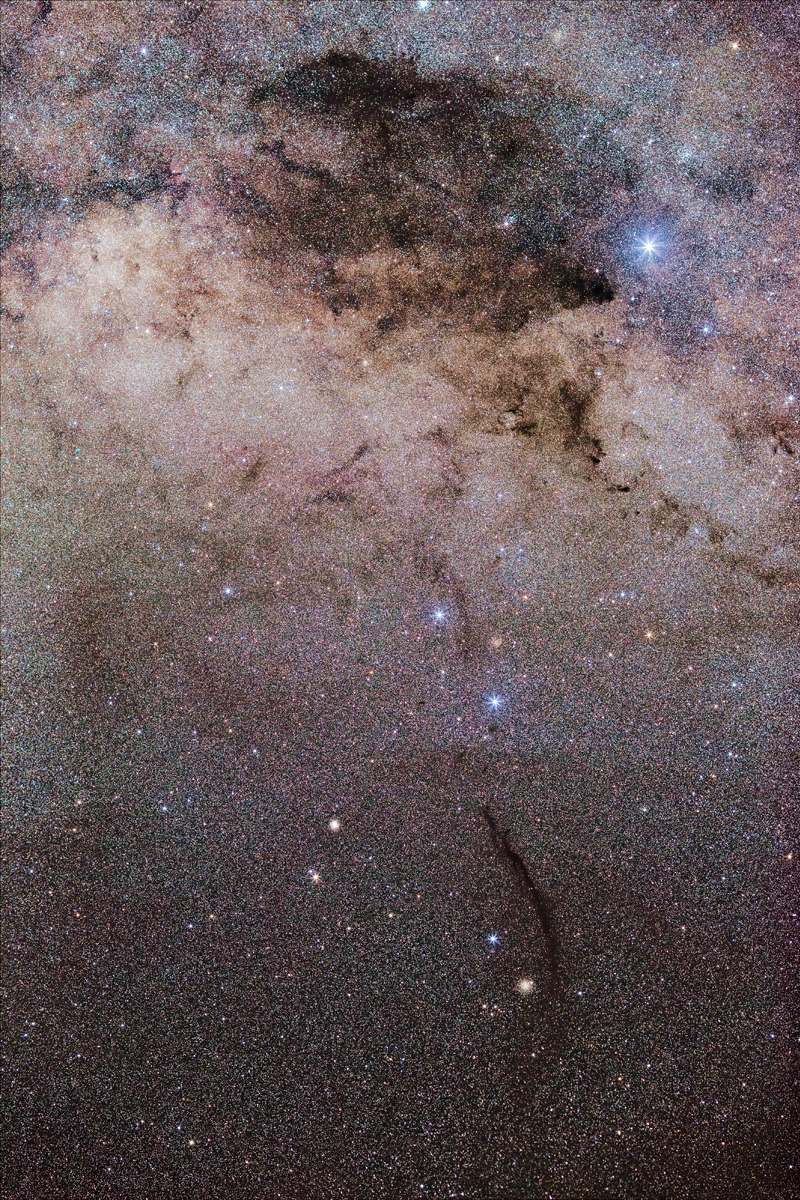
Туманности Тёмная Штучка и Угольный Мешок